# Alte Münze (Salzwedel)

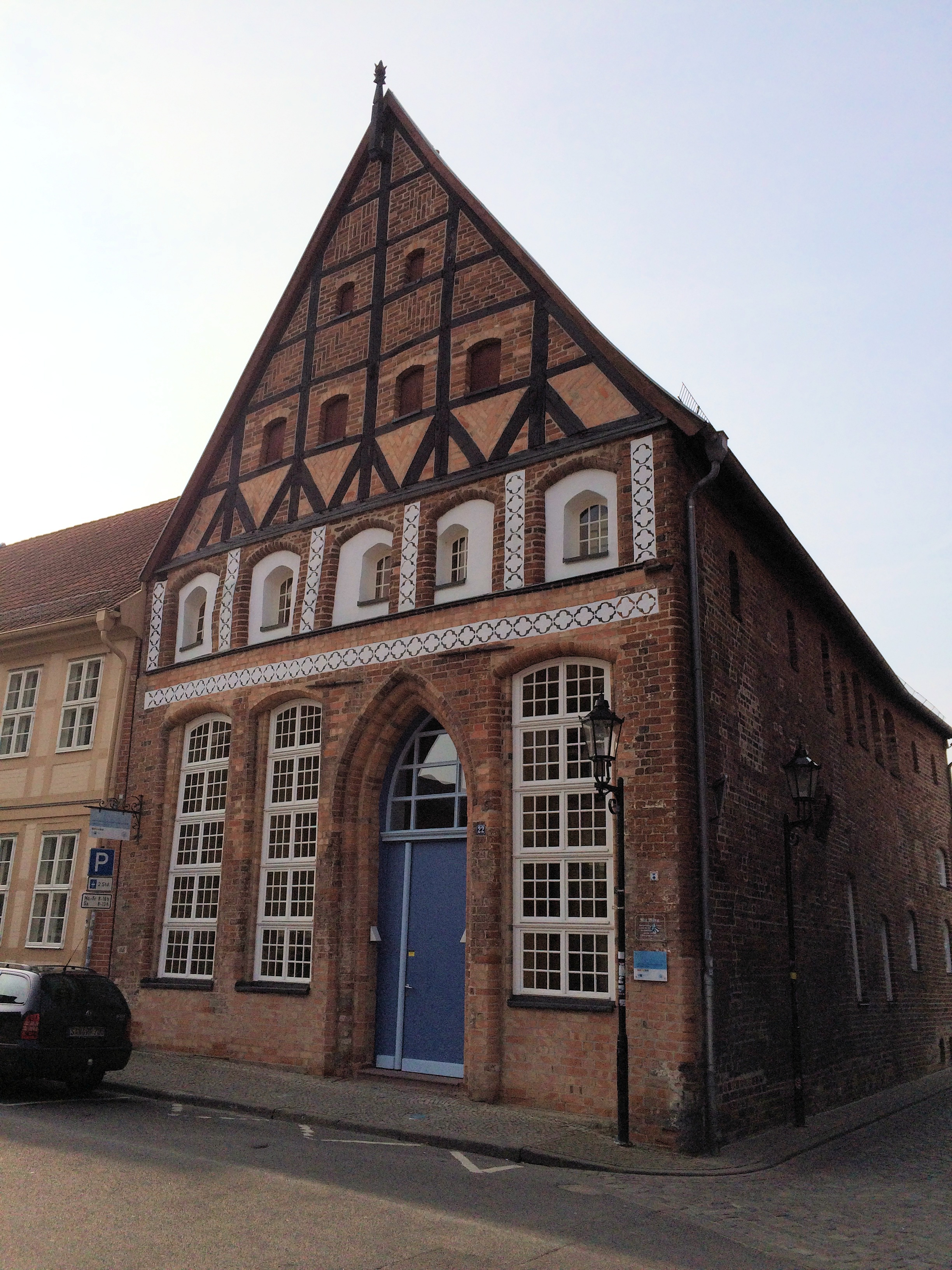
Die Alte Münze in Salzwedel

Die Alte Münze ist ein historisches Gebäude im Stile der Backsteingotik in der Altstadt von Salzwedel in Sachsen-Anhalt. Seine Bezeichnung verweist darauf, dass sich darin im Spätmittelalter eine Münzprägestätte befand.

## Geschichte
Im 12. Jahrhundert war die Hansestadt Salzwedel eine landesherrliche Münzstätte. Die Stadt erwarb im Jahr 1314 das Münzrecht und stellte in einem Vorgängerbau des Gebäudes unter anderem Vinkenaugen und Hohlpfennige her. In der ersten Hälfte des 14. Jahrhunderts entstand der spätgotische Backsteinbau. Der genaue Zeitpunkt der Errichtung ist nicht bekannt, da die Akten 1895 bei einem Rathausbrand vernichtet wurden. Im Zuge des Bierstreits verlor die Stadt im Jahr 1488 das Münzrecht. Das Gebäude wurde fortan von unterschiedlichen Gewerbetreibenden und Brauern genutzt. Der letzte gewerbliche Nutzer war der Klempnermeister Max Pfundt, der in dem Gebäude von 1920 bis 1970 sein Handwerk ausübte. In den Jahren 1970 von 1990 stand das Bauwerk leer und wurde von der Stadt gesichert. Mit Hilfe von Fördermitteln des Bundes, des Landes Niedersachsen sowie der Stadt und dem Landkreis Salzwedel rekonstruierte die Industrie- und Handelskammer Magdeburg die Alte Münze sowie das Nachbargebäude und baute es denkmalgerecht um. Dabei wurde beispielsweise der Brunnen freigelegt, der seinerzeit zur Wasserversorgung diente und später verfüllt wurde. Ebenso rekonstruierte der Architekt den Kamin, in dem das Rohmaterial für die Herstellung der Münzen geschmolzen wurde. Seit 1992 dient es als Geschäftsstelle der Kammer. Im Erdgeschoss finden wechselnde Ausstellungen statt.